# Timokratész (orvos)
Timokratész (Kr. e. 1. század?) orvos, Galénosz több helyen is említi munkáiban. Művei még töredékesen sem maradtak fenn.